# Denis Sandona
Denis Sandona (ur. 5 października 1955) – francuski biathlonista

## Osiągnięcia

### Igrzyska olimpijskie
| Rok  | Miejscowość | Konkurencje | Konkurencje | Konkurencje | Konkurencje | Konkurencje | Konkurencje | Konkurencje |
| Rok  | Miejscowość | IN          | SP          | PU          | MS          | RL          | MR          | SR          |
| ---- | ----------- | ----------- | ----------- | ----------- | ----------- | ----------- | ----------- | ----------- |
| 1980 | Lake Placid | 20.         | nd.         | nd.         | nd.         | 5.          | nd.         | –           |

### Mistrzostwa świata
| Rok  | Miejscowość | Konkurencje | Konkurencje | Konkurencje | Konkurencje | Konkurencje | Konkurencje | Konkurencje |
| Rok  | Miejscowość | IN          | SP          | PU          | MS          | RL          | MR          | SR          |
| ---- | ----------- | ----------- | ----------- | ----------- | ----------- | ----------- | ----------- | ----------- |
| 1977 | Vingrom     | 27.         | 31.         | nd.         | nd.         | 6.          | nd.         | –           |
| 1978 | Hochfilzen  | 47.         | –           | nd.         | nd.         | –           | nd.         | –           |
| 1979 | Ruhpolding  | 30.         | –           | nd.         | nd.         | 11.         | nd.         | –           |

### Puchar Świata

#### Miejsca w klasyfikacji generalnej
| Sezon     | Miejsce |
| --------- | ------- |
| 1977/1978 | -       |
| 1978/1979 | -       |
| 1979/1980 | ?       |

#### Miejsca na podium chronologicznie
Sandona nigdy nie stanął na podium indywidualnych zawodów PŚ.